# Канцерівка
Канцерівка — селище в Україні, у Долинській сільській громаді Запорізького району Запорізької області. Населення складає 193 особи. До 2016 року орган місцевого самоврядування — Долинська сільська рада.

## Географія
Селище Канцерівка розташоване за 20 км від обласного центру. Сусідні населені пункти: село Нове Запоріжжя (1 км) та селище Високогірне (1 км). Через селище пролягає залізнична лінія Апостолове — Запоріжжя, на якій знаходиться станція Канцерівка.

## Історія
Село засноване 1929 року.
24 травня 2016 року, в ході децентралізації,  Долинська та Розумівська сільські ради об'єднані з Долинського сільською громадою Запорізького району.

## Населення

### Мова
Розподіл населення за рідною мовою за даними перепису 2001 року:
| Мова       | Кількість | Відсоток |
| ---------- | --------- | -------- |
| українська | 135       | 69,95 %  |
| російська  | 58        | 30,05 %  |
| Всього:    | 193       | 100 %    |